# Zlata Vokač
Zlata Vokač Medic, slovenska pisateljica in rusistka, * 23. september 1926, Murska Sobota, † 7. marec 1995, Maribor, Slovenija.

## Življenje
Obiskovala je osnovna šolo Lovrenc na Pohorju (1932-1938), nato klasično gimnazijo (1938-1941) in I. gimnazijo Maribor (1945-1947). Študij je 1949 nadaljevala na Filozofski fakulteti v Ljubljani, kjer je leta 1953 diplomirala iz ruskega jezika s književnostjo in primerjalne književnosti). Dve leti pred diplomo se je poročila z inženirjem Danilom Vokačem. Magistrski študij na Filozofski fakulteti v Beogradu je zaključila 1973 in na isti fakulteti leta 1979 tudi doktorirala.
Sprva je poučevala na srednjih šolah v Mariboru, Kamniku in Slovenski Bistrici ter na Pedagoški akademiji v Mariboru. Leta 1979 je postala docentka za rusko književnost in metodiko ter fonetiko ruskega jezika; poleg tega je predavala tudi slovenski jezik in književnost madžarskim učiteljem v Szombathelyu in Monoštru. S študenti je prirejala večere slovenskega leposlovja in od leta 1975 bila stalna sodelavka raziskovalnega projekta Ruska avantgarda pri Inštitutu za znanost o književnosti v Zagrebu. 
Upokojila se je leta 1983. Kot doktorica literarnih znanosti je leta 1994 dobila Glazerjevo nagrado za življenjsko delo; to je najvišje umetniško priznanje Mestne občine Maribor. Umrla je leta 1995 v Mariboru.

## Delo
Ukvarjala se je s sodobno rusko književnostjo. Pri raziskavah je prišla do pomembnih ugotovitev o zgodnjem pojavu ruskega nadrealizma. Tematizirala je bivanjski položaj evropskega judovstva (Marpurgi, 1985; Knjiga senc, 1993), tudi s pomočjo lastnih dognanj o judovskih prebivalcih Maribora.
Za mladino je napisala deli: Vesele zgodbe o vampirjih (1994) in  Prvo potovanje mačka Čunje (1995). Raziskave in članke je objavljala v Dialogih; v njih so izšli pripovedni spisi (Spomini na Bugojno').
Prevedla je nekaj knjig (Aleksander Grin: Begavka na valovih, 1996) in dram.

### Dela za odrasle
- Poetika Konstantina  Paustovskega (1975)(COBISS)
- Marpurgi (1985) (COBISS)
- Knjiga senc (1993) (COBISS)

### Dela za mladino
- Vesele zgodbe o vampirjih (1994) (COBISS)
- Prvo potovanje mačka Čunje (1995) (COBISS)

### Razprave in članki v Dialogih
- Konstantin Paustovski (1966)
- Ob Goldmannu in Robbe - Grilletu (1969)
- Ruski formalisti (1973) (COBISS)
- Misli, ideje, teorije Mihaila Bahtinaropolit (1974) (COBISS)
- Izidor, metropolit ruski (1976)
- Problem Grina ali problem nadrealizma v ruski književnosti (1979)
- A. Grin i revolucija (Umjetnost riječi, Zagreb) (1981)

### Pripovedni spisi v Dialogih s spomini na Bugojno
- Romadinov grob (1972)
- Facelija (1975)

### Učbeniki
- Russkaja komerčeskaja korespondencija (1961)
- Ozvočeni teksti iz ruske književnosti (1966)
- Zapiski predavanj iz ruske književnosti (1966)
- Formalna metoda (1972)

## Priznanje in nagrade
- Glazerjeva nagrada (1994)